# 프란시스코 루페테
프란시스코 호아킨 페레스 루페테(스페인어: Francisco Joaquín Pérez Rufete, 1976년 11월 20일, 발렌시아 주 베네후사르 ~)는 스페인의 전직 축구 선수이자 감독이다. 그는 현역 시절에 주로 우측 미드필더로 활약했는데, 공을 잘 몰며, 활동량이 왕성했던 것으로 알려져 있다.
현역 시절, 그는 7개의 구단에서 활동했는데, 바르셀로나(1경기 출전)와 발렌시아(라 리가 2회 우승)를 거쳤었다.
12년에 걸쳐, 루페테는 스페인 1부 리그에서 269경기에 출전해 23골을 넣었다.

## 선수 경력

### 클럽
루페테는 발렌시아 주 알리칸테 도 베네후사르 출신으로, 바르셀로나의 유소년부를 졸업했다. 그는 2-2로 비긴 데포르티보와의 1996년 5월 26일 원정 1996-96 시즌 최종전 경기에서 1군 경기에 한 차례 출전했지만, 프로 무대 첫 시즌은 세군다 디비시온의 톨레도에서 보낸 1997-98 시즌이었다.
1998-99 시즌을 마요르카에서 시작했지만(출전 경기는 없었다), 1991년 1월에 말라가로 이적하여 카타냐와 호세 마리아 모비야와 함께 안달루시아 연고 구단의 주축으로 활약해 전 시즌만 해도 세군다 디비시온 B에 있었던 구단을 라 리가로 승격시켰다.
개인적으로 훌륭한 2년을 보낸 루페테는 발렌시아에 입단했다. 비록 1년차에 붙박이 주전은 아니었으나, 꾸준히 준수한 활약을 하다가 2004년 3월 14일에 2-0으로 이긴 셀타 비고전에서 홀로 2골을 장식했고, 동지는 또다시 국내 대회 정상에 올랐다.
헤타페의 키케 산체스 플로레스가 발렌시아 지휘봉을 잡게 되면서, 루페테는 방출되어 2006년 7월에 자유이적으로 에스파뇰에 합류했다. 그는 2007-08 시즌에 자주 부상으로 빠졌지만, 그에 앞서 카탈루냐 연고 구단이 UEFA컵에서 11경기에 출전해 2007년 결승전에 오르는 데 큰 공을 세웠다.
2009년 7월 중순, 루페테는 에스파뇰에서 방출되어 고향 인근의 에르쿨레스와 2년 계약을 맺고 입단했다. 1년차에 33세의 노장은 알리칸테 연고 구단 소속으로 2,000분 가까이 출전하여 13년 만의 1부 리그 승격에 큰 공헌을 했다.

### 국가대표팀
루페테는 2000년에 스페인 국가대표팀 경기에 3번 출전했는데, 첫 경기는 2-0으로 이긴 바르셀로나에서의 이탈리아와의 친선경기였다. 그는 60분경에 호세바 에체베리아와 교체되어 들어가 출전했다.

## 감독 경력
루페테는 구단과 게약을 갱신하지 않으면서 2011년 말에 에르쿨레스에서 방출되었고, 곧 현역에서 은퇴했다. 2년 후, 그는 발렌시아로 복귀해 유소년 기획을 맡았지만, 몇 달 후에 단장으로 직위가 변경되었다.
2018년 4월 18일, 루페테는 테르세라 디비시온의 이비사에서 처음으로 감독을 맡았다. 그의 선수단은 6월 24일에 아틀레티코 레반테와의 승격 플레이오프전에서 승부차기 끝에 석패하면서 승격을 간발의 차이로 놓쳤다.
이비사는 에스파뇰의 단장으로 복귀한 후 2020년 6월 27일에 아벨라르도 페르난데스가 6경기를 남겨놓고 최하위로 뒤처지면서 감독 대행을 맡게 되었다. 이튿날, 그는 첫 프로 경기를 감독했는데, 에스파뇰은 레알 마드리드와의 안방 경기에서 한 골 차이로 패했다. 그가 지도하던 구단은 결국 1993년 이래 처음으로 1부 리그 강등이 확정되었다.

## 감독 통계
2020년 7월 19일 기준
| 구단                 | 국적   | 취임            | 해임            | 기록 | 기록 | 기록 | 기록 | 기록 | 기록 | 기록 | 기록  | 주     |
| 구단                 | 국적   | 취임            | 해임            | 전   | 승   | 무   | 패   | 득   | 실   | 차   | 율 %  | 주     |
| -------------------- | ------ | --------------- | --------------- | ---- | ---- | ---- | ---- | ---- | ---- | ---- | ----- | ------ |
| 이비사               | 스페인 | 2018년 4월 18일 | 2018년 7월 6일  | 10   | 7    | 2    | 1    | 11   | 4    | +7   | 70.00 | [ 18 ] |
| 에스파뇰 (감독 대행) | 스페인 | 2020년 6월 27일 | 2020년 7월 20일 | 7    | 0    | 1    | 6    | 1    | 8    | −7   | 0.00  | [ 19 ] |
| 합계                 | 합계   | 합계            | 합계            | 17   | 7    | 3    | 7    | 12   | 12   | 0    | 41.18 | —      |

## 수상

### 클럽
발렌시아
- 라 리가: 2001–02, 2003–04
- UEFA컵: 2003–04[20]
- UEFA 슈퍼컵: 2004

에스파뇰
- UEFA컵 준우승: 2006–07

### 국가대표팀
스페인 U-18
- 유럽 U-18 축구 선수권 대회: 1995